# اشی، جلال‌آباد
اشی، جلال-اباد (به لاتین: Achi, Jalal-Abad) در قرقیزستان است که در jalal-abad province واقع شده‌است.

## خصوصیات
اشی ۹۹۵ متر بالاتر از سطح دریا واقع شده‌است.